# ニルス・ルズヴィ・ヴェスタゴー

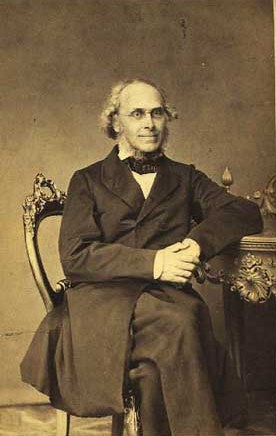

ニルス・ルズヴィ・ヴェスタゴー（Niels Ludvig Westergaard、1815年10月27日 - 1878年9月9日）は、デンマークの文献学者、東洋学者。インド学、イラン学の研究者で、またエラム語楔形文字碑文の解読に重要な役割を果たした。
日本語ではウェスターゴールなど、さまざまに表記される。

## 生涯
ヴェスタゴーはコペンハーゲンに生まれた。1833年にコペンハーゲン大学に入学して古ノルド語とサンスクリットを学んだ後、1838年にボン大学でクリスチャン・ラッセンにアヴェスター語とペルシア語を学んだ。友人にオットー・フォン・ベートリンクがいた。パリ、ロンドン、オックスフォードでサンスクリット写本を研究した後、1839年にコペンハーゲンに戻った。
1841年から1844年にかけてインドとイランを旅行した。パールシーについてアヴェスター語とパフラヴィー語を研究し、ゾロアスター教経典の写本を入手した。また、ペルセポリスやナクシェ・ロスタムの楔形文字碑文を模写した。
帰国後、コペンハーゲン大学の講師の職を得た。1845年に員外教授、1850年にインド・東洋文献学の正教授に昇任した。1867年から翌年にかけては学長をつとめた。

## 主な業績
ヴェスタゴーは当初サンスクリット研究を行った。
- Radices linguae Sanscritae. Bonn. (1841)（サンスクリットの動詞語根辞典）
- “On the Connexion between Sanscrit and Icelandic”. Mémoires de la Société Royale des Antiquaires du Nord:  41-74. (1840-1843).（サンスクリットとアイスランド語の系統関係について）

インド・イラン旅行から帰国した後、エラム語楔形文字の解読を行った。ヴェスタゴーの論文は解読のための決定的な一歩であった。
- “On the Deciphering of the Second Acaemenian or Median Species of Arrowheaded Writing”. Mémoires de la Société Royale des Antiquaires du Nord:  271-439. (1840-1843).
- “Zur Entzifferung der Achämenidischen Keilschrift zweiter Gattung”. Zeitschrift für die Kunde des Morgenlandes 6:  337-466. (1845).

その後『アヴェスター』や『ブンダヒシュン』の校訂本を出版した。
- Bundehesh, liber Pehlvicus. Havnia. (1851)
- Zendavesta, or the Religious Books of the Zoroastrians. 1. Copenhagen. (1852-1854)（巻1のみ出版[7]）

その後はインド学に戻り、インド古代史に関する著作をデンマーク語で出版した。
- Ueber den ältesten Zeitraum der indischen Geschichte mit Rücksicht auf die Litteratur. Ueber Buddha's Todesjahr und einige andere Zeitpunkte in der älteren Geschichte Indiens. Breslau. (1862)（アドルフ・フリードリヒ・シュテンツラーによるドイツ語訳）